# Adidas Europass
Europass foi a bola de futebol oficial do Campeonato Europeu de Futebol de 2008, produzida pela alemã Adidas.
O nome tem vários significados: além de indicar a passagem da bola entre jogadores (pass, ou passe, em português), indica também a cooperação entre os dois países anfitriões, Áustria e Suíça, e entre os adeptos das equipas participantes na fase final. Assim como a + Teamgeist é composta por 14 painéis curvos soldados com calor e personalizados para cada data de local de jogo, as equipes em campo. Para a partida final foi feita uma versão especial, a Adidas europass Gloria, caracterizada do que o normal com a presença da imagem dentro do copo círculo preto acima do nome da  di em que a bola em sua superfície . Uma versão mais colorida foi preparada para a Copa africana de Nações do mesmo ano.